# Анисимов (починок)
Ани́симов — починок в Ковернинском районе Нижегородской области. Входит в состав Большемостовского сельсовета.

## Население
| 2002 | 2010 |
| ---- | ---- |
| 4    | ↘0   |